# Ulotrichopus rama
Ulotrichopus rama là một loài bướm đêm trong họ Erebidae.